# Senado de Pensilvania
El Senado de Pensilvania es la cámara alta de la Asamblea General de Pensilvania, siendo la cámara baja la Cámara de Representantes de Pensilvania. El Senado consta de 50 miembros, que son elegidos por períodos de cuatro años, escalonados cada dos años, de modo que la mitad de los escaños se disputan en cada elección. El presidente del Senado es el vicegobernador del estado, que no tiene voto excepto en caso de empate en las votaciones.
Actualmente, la mayoría de la cámara la conforman los republicanos.

## Composición
|                   | Partido     | Partido     | Partido   | Partido     | Ind. | Vac. | Total |
| Republicano       | Republicano | Demócrata   | Demócrata |             | Ind. | Vac. | Total |
| ----------------- | ----------- | ----------- | --------- | ----------- | ---- | ---- | ----- |
|                   | Dif.        |             | Dif.      |             |      |      | Total |
| Bancas            | 28          | Sin cambios | 21        | Sin cambios | 1    | -    | 50    |
|                   |             |             |           |             |      |      |       |
| Último % de votos | 60%         |             | 40%       |             |      |      |       |

## Liderazgos
| Posición               | Nombre         | Partido     |
| ---------------------- | -------------- | ----------- |
| Presidente             | John Fetterman | Demócrata   |
| Presidente pro tempore | Jake Corman    | Republicano |
| Líder de la mayoría    | Kim Ward       | Republicano |
| Líder de la minoría    | Jay Costa      | Demócrata   |